# Orthacodontidae
Az Orthacodontidae a porcos halak (Chondrichthyes) osztályába és a fosszilis Synechodontiformes rendjébe tartozó család.

## Rendszerezés
A családba az alábbi 3 fosszilis nem tartozik:
- Occitanodus Guinot, Cappetta & Adnet, 2014 - 1 faj
  - Occitanodus sudrei Guinot, Cappetta & Adnet, 2014
- Orthacodus Woodward, 1889 - 1 faj; típusnem
  - Orthacodus longidens Agassiz, 1843
- Sphenodus Agassiz, 1843 - 10 faj

## Fordítás
- Ez a szócikk részben vagy egészben  az   Orthacodontidae című angol Wikipédia-szócikk ezen változatának fordításán alapul.  Az eredeti cikk szerkesztőit annak laptörténete sorolja fel. Ez a jelzés csupán a megfogalmazás eredetét és a szerzői jogokat jelzi, nem szolgál a cikkben szereplő információk forrásmegjelöléseként.